# 倉兼育康
倉兼 育康（くらかね いくやす、1975年11月10日 - ）は、地方競馬の高知競馬場所属の調教師（元騎手）である。騎手時代の勝負服の柄は胴黄、黒縦縞、袖赤、黄二本輪。大分県出身。ソウル競馬場では別仕様の勝負服を使用していたが、2009年釜山慶南競馬場では日本でのものと同様の勝負服に変更した。

## 来歴
少年時代は野球に打ち込み、中学生の時に高知県へ野球留学した。しかし身長が伸びないことに悩み、中学校の教頭の勧めで騎手になることを決意。
地方競馬教養センターを卒業後高知競馬場所属の騎手となり（1995年10月に松下博昭厩舎所属としてデビュー）、2003年以降は常に高知のリーディングジョッキー5位以内の成績を収めるようになった。
1997年9月23日第12回全日本新人王争覇戦優勝（12人中4位）。
高知競馬場が廃止問題に揺れる中で他の競馬場での騎乗を志すようになったが、勝利数が概ね1,000勝以上という要件を満たすことが出来なかったため期間限定騎乗騎手制度を利用することはできなかった。そのためソウル競馬場が外国人騎手を対象に募集していた期間限定騎乗（短期免許と同等のもの）を利用し、2007年7月8日から韓国ソウル競馬場での騎乗を開始。当初3ヶ月の予定だったが、その後も延長を重ね、更に2009年1月から4月末までは釜山慶南競馬場で騎乗した。2007年は282戦22勝（うち重賞1勝）、2008年は583戦44勝、2009年は191戦40勝だった。
2009年5月の第3回開催から高知競馬での騎乗を再開した。
2010年2月13日福山競馬第5競走福山・高知連携　お龍シリーズ一戦Ｃ12組条件戦をバブルガムトパーズで優勝し、7642戦目で地方競馬通算1000勝達成（10頭立て1番人気）。
2014年10月19日、期間限定騎乗中の韓国でKRAカップクラシックに優勝。この年はソウル競馬場で101勝を挙げ、外国人騎手として初めて年間100勝を突破し、ソウル競馬場最優秀騎手に選出された。同年の韓国での騎乗成績は679戦101勝2着88回、勝率14.9%、連対率27.8%。
同年12月20日より、松木啓助厩舎所属となった。
2015年8月1日から10月31日の予定で釜山慶南競馬場で騎乗。同年9月13日には韓国競馬では外国人騎手として初の通算300勝を達成した。
2018年12月1日より、細川忠義厩舎所属となった。
2021年9月20日高知競馬第6競走をマイネルボーダレスで勝利して、13986戦目で地方通算2000勝を達成した。
2023年7月14日、令和5年度第1回地方競馬の調教師・騎手合格者が発表され、調教師試験に合格。2023年7月31日付けで騎手を引退し、翌8月1日より調教師に転身。
2023年11月25日の高知競馬第2競走でダンスショウで管理馬初出走（4着）。翌26日の高知競馬第4競走をバリチューロで制し、デビュー2戦目で管理馬初勝利を飾る。
2024年10月のゴールド争覇をバリチューロで優勝。名古屋競馬場で管理馬の重賞初制覇を決める。

## 競走スタイル
かつては「追い込みのイク」と呼ばれるほど、バックストレッチにおける鮮やかな捲くりや直線での差しを得意にしていた。その反面逃げ馬に乗ると差されやすい傾向にあった。しかし近年は逃げ馬の騎乗回数も増え、鮮やかな追い込みは減り、戦法に関わらず高い勝率を維持している。

## 主な勝鞍
- 桂浜月桂冠賞（1997年トウショウスマーフ）
- 珊瑚冠賞（1997年スーパープレイ、2017年フリビオン、2020年スペルマロン）
- 銀の鞍賞（1999年チーチーキング）
- 南国優駿（2000年チーチーキング、2002年カミケンマック、2003年コスモユーメー）
- 荒鷲賞（2000年チーチーキング）
- 南国王冠・高知市長賞（2004年ダスティー）
- 建依別賞（2006年ケージーアフリート）
- 高知県知事賞（2006年サンエムウルフ、2019年、2020年スペルマロン）
- 農協中央会長杯（韓国）（2007年ピルソンギウォン）
- 高知優駿（2010年モルフェキープオフ、2011年シャイニーフェイト）
- 金杯（2010年ホーマンクラフト、2011年マルハチゲティ）
- トレノ賞（2011年マルハチゲティ、2021年スペルマロン）
- 土佐秋月賞（2012年ケイズイーグル、2017年カレンラヴニール、2022年ナナコロビヤオキ）
- KRAカップクラシック（韓国）（2014年サムジョンジェワン）
- 若草賞（2017年タッチスプリント）
- 黒潮マイルチャンピオンシップ（2018年コスタアレグレ、2020年、2021年スペルマロン）
- 黒潮ジュニアチャンピオンシップ（2018年アルネゴー）
- 金の鞍賞（2018年アルネゴー、2019年レインズパワー）
- だるま夕日賞（2019年ミサイルマン、2020年スペルマロン）
- 黒潮皐月賞（2019年アルネゴー、レインズパワー）
- 福永洋一記念（2019年コスタアレグレ、2021年スペルマロン）
- 西日本ダービー（2019年アルネゴー）
- 黒潮スプリンターズカップ（2020年スペルマロン）
- ロータスクラウン賞（2020年マイネルヘルツアス）
- 二十四万石賞（2021年スペルマロン）

## 主な管理馬
- バリチューロ（2024年ゴールド争覇）